# ガンバボーイ
ガンバボーイは、Jリーグチーム・ガンバ大阪のマスコットである。
背番号は0。

## 概要
- ギリシア神話に登場する神・ゼウスの生まれ変わった姿。オリジナル10では唯一、動物ではなく人間をモチーフにしている（2018年現在でも、人間がモチーフのJリーグのマスコットは少ない）。
- 公式ブログでの口調は関西弁。ただし、実際に地域で使用されているものとは異なり、他地域から見たステレオタイプ的なものに近い。
- 着ぐるみは、Jリーグ開幕当初は、デザインイラストどおりギリシャ風の衣装を着用していた。1990年代後半頃からは、ユニフォーム姿が多くなっている。試合開催時は1日で私服・選手移動着・マッチデースポンサー関係の衣装・ユニフォームなど何回も衣装替えを行う。
- ペットマークで稲妻を持っているガンバボーイと言うのがあるが、これはガンバの親会社がパナソニックであることに関連している。
- デザイン担当は松下進。同じく松下が手掛けたオリックス・ブルーウェーブのマスコット・ネッピーは兄にあたる[1]（ネッピーは、2010年をもって引退、以降公式には消息不明と設定されている）。ちなみに父は松下進、母はナオミ・グレースである。ちなみに松下家の次男である。（長男がネッピー・三男がポロ）